# Mulsans
Mulsans é uma comuna francesa na região administrativa do Centro, no departamento Loir-et-Cher. Estende-se por uma área de 16,26 km². Em 2010 a comuna tinha 520 habitantes (densidade: 32 hab./km²).